# Alfaia

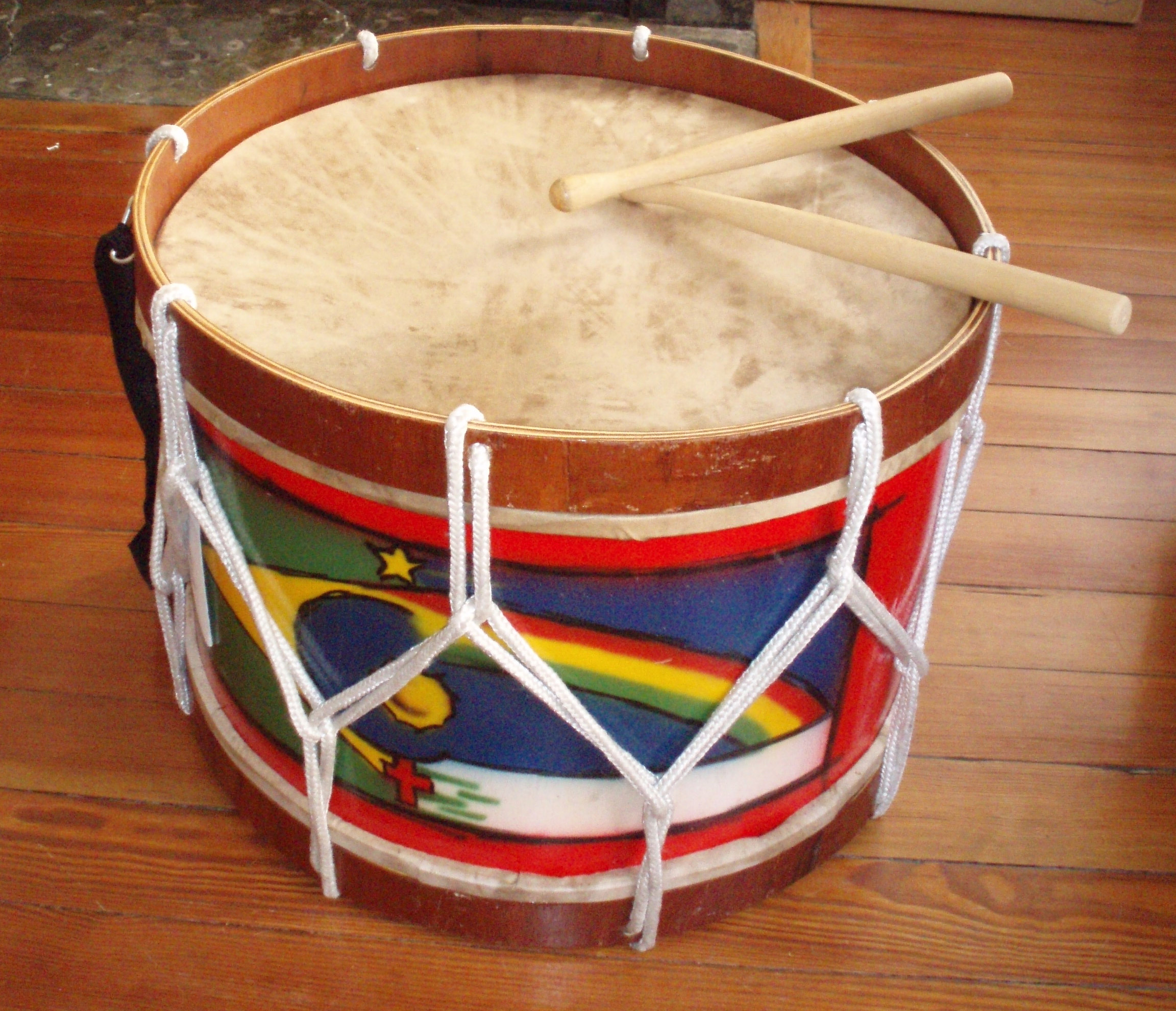
Alfaia

Die Alfaia ist eine leichte Basstrommel aus Holz, die in der brasilianischen Musik, vor allem im Maracatu zum Einsatz kommt. Ihre Entstehung geht auf die Zeit der Kolonialisierung Südamerikas durch Spanien und Portugal zurück. Sie stammt von der Großen Trommel der europäischen Marschmusik ab. Ursprünglich wurde der Korpus der Zylindertrommel aus einem ausgehöhlten Baumstamm, meist Macaiba-Palmholz, gefertigt. Heute wird in der Regel schichtverleimtes Sperrholz verwendet. Die Alfaia ist mit ungegerbtem Ziegenfell bezogen und wird durch die Spannung der Stricke gestimmt. Sie wird in drei verschiedenen Tonhöhen gespielt. Der Schlägel der rechten Hand ist deutlich dicker und schwerer als der der linken. Die Trommel wird vom stehenden Musiker mit einem Strick oder Gurt um die rechte Schulter hängend gespielt.
Ein anderer Name für diesen Trommeltyp ist Zabumba.